# ایردوگان
ایردوگان (انگلیسی: Irdugan) یک شهرک در شهرستان یانائولسکی استان باشقیرستان کشور روسیه است.